# ISO 3166-2:KZ
ISO 3166-2:KZ è uno standard ISO che definisce i codici geografici delle suddivisioni del Kazakistan; è un sottogruppo dello standard ISO 3166-2.
I codici sono assegnati alle 17 regioni e a due delle tre città a statuto speciale (Baıqońyr è amministrata dalla Russia e non possiede più un proprio codice). Sono formati da KZ- (sigla ISO 3166-1 alpha-2 dello stato), seguito da due cifre.

## Codici

### Città autonome
| Codice | Città   |
| ------ | ------- |
| KZ-75  | Almaty  |
| KZ-71  | Astana  |
| KZ-79  | Şımkent |

Baıqońyr utilizzava il codice KZ-BAY fino al 2002.

### Regioni
| Codice | Regione                   |
| ------ | ------------------------- |
| KZ-10  | Abaj                      |
| KZ-19  | Almaty                    |
| KZ-11  | Aqmola                    |
| KZ-15  | Aqtöbe                    |
| KZ-23  | Atyrau                    |
| KZ-35  | Karaganda                 |
| KZ-27  | Kazakistan Occidentale    |
| KZ-63  | Kazakistan Orientale      |
| KZ-59  | Kazakistan Settentrionale |
| KZ-47  | Mangghystau               |
| KZ-55  | Pavlodar                  |
| KZ-39  | Qostanay                  |
| KZ-43  | Qyzylorda                 |
| KZ-61  | Turkistan                 |
| KZ-62  | Ūlytau                    |
| KZ-31  | Zhambyl                   |
| KZ-33  | Zhetisu                   |